# Hololive 1st Generation 3rd Anniversary LIVE「from 1st」
「hololive 1st Generation 3rd Anniversary LIVE「from 1st」」（ホロライブ ファースト ジェネレーション サード アニバーサリー ライブ フロム ファースト）は、女性バーチャルYouTuberグループ・ホロライブの内部グループ「ホロライブ1期生」の活動3周年を記念し、2021年5月28日に開催されたライブ。2021年4月7日にホロライブ1期生が行った動画配信「【#一期生への招待状】運営からの招待状!?1期生レクリエーション大会！[重大告知あり]」にて開催が発表された。当初は、日本・EX THEATER ROPPONGIにて有観客で開催される予定だったが、新型コロナウイルス感染症対策として、緊急事態宣言及びまん延防止等重点措置が発令されたことにより、最終的にオンライン上にて無観客で開催された。

## 開催までの経緯
ホロライブ1期生のメンバー・夜空メル、アキ・ローゼンタール、赤井はあと、白上フブキ、夏色まつりは、2019年6月1日に活動1周年を記念した動画配信「【ホロライブ一期生】全員集合で１年を振り返る！！」を行った時から、自分たちによるライブの開催を考えていた。ホロライブの所属タレント・白上、百鬼あやめ、大神ミオ、大空スバルによるユニット「FAMS」のイベント「FAMS FAN MEETING -俺達の夏休み延長戦-」が同年9月15日に開催された後、同イベントに感化された夏色が運営にライブの開催を提案を行ったが、その当時はホロライブの1回目の全体ライブ「hololive 1st fes. ノンストップ・ストーリー」の開催の準備を行っていた時期だったため、一度は運営から「ちょっと今は難しいです」と返されてしまったものの、その後、ホロライブの所属タレントのアイドルとしての活動が増えたこともあって開催が決定した。

## 主催・制作協力・協力
- 主催 - カバー株式会社、hololive production、hololive[6]
- 制作協力 - バルス株式会社、株式会社SPIN[6]
- 協力 - H.I.P.[6]

## 出演者
出演者は、ホロライブ1期生のメンバー・夜空メル、アキ・ローゼンタール、赤井はあと、白上フブキ、夏色まつりの5名で、アイドル衣装（オリジン衣装）を着て出演した。

## セットリスト
出典：
MCの担当者は、出演者全員である。
1. 「夢見る空へ」（出演者全員）
2. 「至上主義アドトラック」（夜空メル、アキ・ローゼンタール、白上フブキ）
3. 「おこちゃま戦争」（赤井はあと、夏色まつり）
  - MC1.
4. 「RED HEART」（赤井はあと）
5. 「小さな恋のうた」（夜空メル）
6. 「空色デイズ」（白上フブキ）
  - MC2.
7. 「チューリングラブ feat.Sou」（夜空メル、アキ・ローゼンタール、赤井はあと）
8. 「ヒロインオーディション」（アキ・ローゼンタール）
9. 「KAKUMEI」（白上フブキ、夏色まつり）
  - MC3.
10. 「ファンサ」（夏色まつり）
11. 「愛言葉III」（出演者全員）
  - MC4.
12. 「Plasmagic Seasons!」（出演者全員）

## 楽曲「Plasmagic Seasons!」
「Plasmagic Seasons!」（プラズマジック シーズンズ）は、「hololive 1st Generation 3rd Anniversary LIVE「from 1st」」と同じく、hololive 1st Generation（ホロライブ1期生）の活動3周年を記念して制作された同グループの楽曲。カバー株式会社の自社レーベル「cover corp.」から、2021年5月15日に音楽配信が行われた。作詞は森本練、作曲・編曲は森本と竹市佳伸が手がけた。音楽チャート・Billboard JAPANによる2021年05月26日公開のBillboard Japan Download Songsにて55位を記録した。
| 全作詞・作曲・編曲: 森本練、竹市佳伸。 |                                      |                  |                  |      |
| #                                      | タイトル                             | 作詞             | 作曲・編曲       | 時間 |
| 1.                                     | 「Plasmagic Seasons!」               | 森本練、竹市佳伸 | 森本練、竹市佳伸 | 4:05 |
| 2.                                     | 「Plasmagic Seasons!」(Instrumental) | 森本練、竹市佳伸 | 森本練、竹市佳伸 | 4:05 |
| 合計時間:                              | 合計時間:                            | 8:10             |                  |      |